# San Juan Antiguo
Ne doit pas être confondu avec Vieux San Juan.
San Juan Antiguo est l’un des dix-huit quartiers (en espagnol : barrios) de San Juan, la capitale de Porto Rico. En 2020, il comptait 6 383 habitants.
Le quartier comprend notamment le Vieux San Juan, où se trouvent divers bâtiments historiques comme la cathédrale-basilique Saint-Jean-Baptiste, église principale pour l’Église catholique de l’archidiocèse de San Juan de Puerto Rico et sanctuaire national reconnu par la Conférence épiscopale portoricaine.